# Remonval
Remonval est un hameau belge situé dans les cantons de l'Est sur le territoire de la commune de Waimes en province de Liège. 

## Étymologie
Le nom viendrait du patronyme Raymond qui serait le fondateur du hameau.

## Situation
Remonval se situe le long d'une route campagnarde (Voie de Remonval) parallèle à la route nationale 676 Botrange - Waimes - Saint-Vith entre les hameaux de Steinbach et Ondenval. Waimes se trouve à 2 km au nord.

## Description
Ce hameau ardennais s'est développé dans un axe nord-sud. On y dénombre une dizaine d'anciennes fermettes principalement construites en moellons de grès. La plupart de ces fermettes sont bâties perpendiculairement à la voirie orientant ainsi la cour vers le sud. Des constructions plus récentes se sont ajoutées au nord du hameau (en direction de Steinbach).

## Source et lien externe
- Histoire de Remonval